# Waldyr Calheiros Novaes
Dom Waldyr Calheiros Novaes (Murici, 29 de julho de 1923 - Volta Redonda, 30 de novembro de 2013) foi um bispo católico brasileiro e bispo-emérito da Diocese de Barra do Piraí-Volta Redonda que desempenhou importante papel na redemocratização do Brasil durante a ditadura militar.

## Biografia
Filho de Modesto e Maria Novaes, Dom Waldyr nasceu na cidade Murici, no estado de Alagoas, em 29 de julho de 1923, onde residiu até os treze anos de idade. Foi ordenado sacerdote aos 25 de julho de 1948, formou-se em teologia no Seminário de São José, na cidade do Rio de Janeiro, onde exerceu o sacerdócio até 25 de fevereiro de 1964, quando o Papa Paulo VI o nomeou bispo titular de Mulia e auxiliar da Arquidiocese do Rio de Janeiro.
Foi ordenado bispo pelo Cardeal Jaime de Barros Câmara no dia 1 de maio de 1964 e escolheu como lema de vida episcopal: AMEN, ALELUIA!. Em 20 de outubro de 1966 foi nomeado bispo da Diocese de Barra do Piraí-Volta Redonda. Já no dia 8 de dezembro do mesmo ano, a diocese o recebia como o seu 5º Bispo Diocesano.
Em 1967, foi detido em consequência da prisão de quatro agentes de pastoral que distribuíam panﬂetos sobre a carestia.
Ficou conhecido por seu engajamento nas lutas sociais em favor dos menos favorecidos, como o movimento dos posseiros e o movimento sindical, Dom Waldyr jamais negou abrigo e apoio a todos os perseguidos políticos que buscaram sua ajuda. Lutou desde sempre pelos direitos dos trabalhadores e de todos os segmentos oprimidos da população brasileira, estendendo o seu apoio também às lutas de outros povos pela liberdade e pelo fim da exploração econômica da força de trabalho.
No dia 17 de novembro de 1999 o Papa João Paulo II aceitou a sua renúncia por limite de idade.

## Greve de 1988 na CSN
Dom Waldyr teve atuação marcante no triste episódio do dia 9 de novembro de 1988, quando as tropas do Exército invadiram a Companhia Siderúrgica Nacional, matando três operários e deixando outros 40 feridos.
Foi homenageado com o nome da Comissão criada para desvendar os pormenores desta Greve, que foi chamada de Comissão Municipal da Verdade Dom Waldyr Calheiros, cujo relatório final foi divulgado em 2015, contendo 589 páginas.

## Prêmios e Honrarias
- 1999 - Foi condecorado em novembro de 1999 com a Medalha Tiradentes pela Assembleia Legislativa do Estado do Rio de Janeiro.[10]
- 2007 - No dia 21 de novembro de 2007 foi homenageado com a Medalha Mérito Legislativo pela Câmara dos Deputados, em Brasília.[11]

## Morte
Faleceu na manhã do dia 30 de novembro de 2013. Ele estava internado na UTI do Hospital da Unimed, para tratar de um agravo no seu quadro de pneumonia havia 11 dias. Considerado uma das figuras mais importantes da história de Volta Redonda, Dom Waldyr deixa como legados a luta pelos pobres e perseguidos e o seu próprio exemplo de vida.
Encontra-se sepultado em uma cripta no interior da igreja Santa Cecília em Volta Redonda.